# Draaginsigne voor Bloeddonoren
Als opvolger van de in 1977 afgeschafte Bloeddonormedaille werd door het Hoofdbestuur van het Nederlandse Rode Kruis een broche voor de dames en een draaginsigne voor op het revers van het kostuum van de heren ingesteld. Dit ereteken trad in de plaats van de Bloeddonormedaille.
Het Draaginsigne voor Bloeddonoren werd aan mensen die vijfmaal bloed gaven in brons verleend. Voor 25 maal was er zilver en na vijftig donaties mocht men op een gouden, dat wil zeggen verguld bronzen, Draaginsigne rekenen. Tussen 1977 en 1995 kregen zij die honderdmaal bloed gaven de bronzen Medaille van Verdienste van het Nederlandse Rode Kruis.
Het ovale insigne draagt in reliëf de afbeelding een pelikaan met een rood Kruis van Genève op de linkerzijde van haar borst. De pelikaan is omgeven door een gestileerd weergegeven krans van takken van een sinaasappelboom. De allegorische afbeelding van de pelikaan die haar drie jongen met haar eigen bloed voedt gaat terug op de zeer fraaie, door Jac.J. van Goor ontworpen, Karl Landsteiner-penning medaille uit 1931. De pelikaan sierde ook al de Bloeddonormedaille.
Net als de Bloeddonormedaille wordt het Draaginsigne nog weleens op een niet reglementaire wijze gedragen. Henny Meijer zag het insigne, in brons, zilver of goud, gespeld op de baton van de Bloeddonormedaille zodat zij op uniformen kon worden gedragen. Het insigne is niet door de Nederlandse regering erkend en heeft daarom nooit de officiële status gehad die een aantal van de Onderscheidingen van het Nederlandse Rode Kruis wél kregen. De drie Draaginsignes voor Bloeddonoren en het genoemde baton mogen officieel dan ook niet door politieagenten en militairen worden gedragen. Voor militairen is van belang dat de medaille niet in de limitatieve draagvolgorde van Nederlandse onderscheidingen voorkomt.

Dat batons en medailles graag gedragen worden is iets dat men bij alle medailles tegenkomt. De gedecoreerden waarderen een medaille aan een lint en een baton meer dan een broche, speld of legpenning die thuis in de kast ligt.
In 1995 werd het Draaginsigne voor Bloeddonoren, samen met alle andere eerbetoon aan bloeddonoren, vervangen door de Bloeddonorerkenningen in de vorm van spelden en plastiekjes.